# روابط اسپانیا و لسوتو
روابط اسپانیا و لسوتو به روابط دو جانبه میان اسپانیا و لسوتو اشاره دارد. لسوتو در اسپانیا سفارت ندارد، اما سفارت این کشور در لندن در امور مربوط به اسپانیا نیز اعتبار دارد. همچنین لسوتو یک کنسولگری افتخاری در مادرید دارد. اسپانیا نیز در لسوتو سفارت ندارد، اما سفارت آن در پرتوریا، آفریقای جنوبی، امور مربوط به لسوتو را پوشش می‌دهد و همچنین یک کنسولگری افتخاری در ماسرو دارد.

## روابط دیپلماتیک
دولت‌های اسپانیا و لسوتو در تاریخ ۳ مه ۱۹۷۶ بر سر برقراری روابط دیپلماتیک میان دو کشور به توافق رسیدند.
سفارت اسپانیا همچنین به‌طور منظم در گفت‌وگوی سیاسی میان اتحادیه اروپا و لسوتو مشارکت دارد. افزون بر این، سفارت اسپانیا در پرتوریا در مأموریت دیپلماتیکی که به مناسبت برگزاری انتخابات فوریه ۲۰۱۵ در لسوتو و به‌سرپرستی هیئت اتحادیه اروپا در ماسرو برگزار شد، حضور داشت.

## روابط اقتصادی
اگرچه اقتصاد لسوتو بسیار کوچک است، اما موقعیت جغرافیایی خاص آن در دل آفریقای جنوبی، این کشور را به بازاری طبیعی برای گسترش فعالیت شرکت‌های اسپانیاییِ مستقر در آفریقای جنوبی تبدیل کرده‌است، به‌ویژه در بخش زیرساخت‌ها و انرژی‌های تجدیدپذیر.
لسوتو با مشارکت آفریقای جنوبی، قصد دارد فاز دوم پروژه آب‌های ارتفاعات (Highlands Water Project) را اجرا کند. این پروژه به ساخت زیرساخت‌های مهمی نیاز دارد که شرکت‌های اسپانیایی فعال در این حوزه، علاقه خود را برای مشارکت در آن ابراز کرده‌اند.
لسوتو همچنین تمایل خود را برای توسعه انرژی‌های تجدیدپذیر در کشور نشان داده‌است. در همین راستا، شرکت‌های اسپانیایی مستقر در آفریقای جنوبی با حمایت سفارت اسپانیا در پرتوریا، تماس‌هایی با وزارتخانه مربوطه در لسوتو برقرار کرده‌اند.

## همکاری
لسوتو در برنامه اصلی همکاری‌های توسعه‌ای اسپانیا به عنوان یک کشور اولویت‌دار شناخته نمی‌شود. با این حال، سازمان غیردولتی اسپانیایی «اقدام علیه گرسنگی» در سال ۲۰۱۳ یک پروژه امنیت غذایی را در این کشور اجرا کرد.
با وجود این، اسپانیا به‌طور فعال در چارچوب همکاری‌هایی که اتحادیه اروپا با لسوتو دارد، مشارکت می‌کند. در این زمینه می‌توان به تخصیص ۱۴۲ میلیون یورو از سوی صندوق توسعه اروپا (فاز یازدهم) اشاره کرد. همچنین اتحادیه اروپا ۲ میلیون یورو کمک بشردوستانه اضطراری برای مقابله با آثار فاجعه‌بار خشکسالی‌های سال‌های اخیر در لسوتو تصویب کرده‌است.